# جبريل دوبوي
جبريل دوبوي (بالفرنسية: Gabriel Dupuy)‏ هو عالم بقشريات الأجنحة فرنسي، ولد في 5 فبراير 1840، وتوفي في 5 فبراير 1913.